# Zensus (Rom)
Der Zensus (lateinisch census, Begutachtung, Schätzung, Volkszählung‘, Pl. censūs) diente der Erfassung der Gesamtanzahl römischer Bürger beiderlei Geschlechts zur direkten Besteuerung nach Vermögen, der Aushebung (Einberufung) zum Militärdienst sowie der Revision des vorhergehenden Zensus.
Es gab im römischen Reich zweierlei Arten des Zensus:
1. den Reichszensus (lustrum), die Schätzung römischer Bürger im gesamten Imperium Romanum, die vom Zensor vorgenommen wurde;
2. den Provinzialzensus, die Schätzung für die Bewohner der Provinz, die das römische Bürgerrecht (Civitas Romana) nicht besaßen.

Der allgemein bekannteste römische Zensus ist der vom Evangelisten Lukas erwähnte Provinzialzensus, der 6/7 n. Chr. unter Publius Sulpicius Quirinius in der Provinz Syria durchgeführt wurde.

## Ablauf
Beim Zensus wurde das Bürgerverzeichnis aktualisiert. Dafür wurden alle Erwachsenen, die sui iuris waren, also rechtlich unabhängig waren, an einem Tag einberufen. Sie mussten sich persönlich auf dem Marsfeld einfinden und unter Eid vor den Zensoren ihren vollen Namen sowie den ihres Vaters oder bei Freigelassenen des Freilassers, die Namen ihrer Familienangehörigen, ihren Herkunftsort, den tribus und ihr steuerpflichtiges Vermögen, besonders den Landbesitz, angeben. Für Personen, die unter patria potestas oder Vormundschaft standen, musste der pater familias oder Vormund diese Angaben machen. Frauen waren zwar auch verpflichtet, ihre Vermögenslage darzulegen, wurden dabei jedoch stets durch einen Vormund vertreten. Wer sich dem Zensus entzog, konnte als Sklave verkauft werden.
Aufgrund dieser Angaben teilten die Zensoren die Bürger in Centurien ein. Ab einem bestimmten Vermögen – im 1. Jahrhundert von über 400.000 Sesterzen – konnte ein Bürger in den Ritterstand aufgenommen werden. Andererseits hatten die Zensoren das Recht, verarmte Ritter und Senatoren oder solche, die sich durch ihre Lebensführung ihres Standes unwürdig erwiesen, auszuschließen. Der Zensus bestimmte also darüber, zu welcher Waffengattung ein Bürger einberufen wurde und welchen politischen Einfluss er nehmen konnte. Da der Zensus und damit die Amtszeit der Zensoren durch ein feierliches Reinigungsopfer, das lustrum, abgeschlossen und bestätigt wurde, bürgerte sich der Begriff lustrum für den Zensus selbst und darüber hinaus für die Fünfjahresfrist ein.

## Geschichte
Seit der Einführung des Zensus und der Schaffung des Zensorenamtes 443 v. Chr. wurde dieser in unregelmäßigen Abständen abgehalten. 435 v. Chr. wurde als Sitz der Zensoren das erste öffentliche Gebäude auf dem Marsfeld, die Villa publica, errichtet. Ab dem 3. Jh. v. Ch. betrug das Intervall dann circa 5 Jahre.
Nachdem nach dem Bundesgenossenkrieg auch den Einwohnern der italischen Städte das volle römische Bürgerrecht gewährt wurde, fand dort zeitgleich ein von lokalen Beamten geleiteter Zensus statt.
Schon in der späten Republik wurde der Zensus nur noch unregelmäßig abgehalten. Die Heeresreform des Marius, ein verändertes Steuerrecht und die Abwertung der Comitia durch Sulla machten ihn überflüssig. Die Kaiser ab Augustus führten zwar wieder einzelne Zensus durch, vor allem um sich Übersicht über die Vermögensverhältnisse neuer Provinzen zu verschaffen und deren Wehrfähige zu erfassen, jedoch kam es weder zu einem Reichszensus, noch fand der Zensus regelmäßig statt. Unter Vespasian gab es das letzte lustrum in Rom.